# III. Petőfi Zenei Díj gála
A 2018-as Petőfi Zenei Díj gálát augusztus 21-én, a 6. STRAND Fesztivál -1. napján, Zamárdiban rendezték meg. A jelölteket 2018. július 1-én hozták nyilvánosságra. A díjátadót élőben közvetítette az M2 Petőfi TV és a Petőfi Rádió.

## Jelöltek

### Az év dala
- Pápai Joci – Origo
- Lóci játszik – Nem táncolsz jobban
- Fábián Juli & Zoohacker – Jazz & Wine
- 30Y – Révbe ér
- Blahalouisiana – Ha élni felejtek

### Az év felfedezettje
- NB
- Zävodi és Berkes Olivér
- Lóci játszik
- Jetlag
- Follow The Flow

### Az év női előadója
- Schoblocher Barbara
- Sena
- Rúzsa Magdi
- Lábas Viki
- Fábián Juli

### Az év férfi előadója
- Bagossy Norbert
- Marsalkó Dávid
- Pápai Joci
- Lukács László
- Ákos

### Az év videóklipje
- Nb – LOL
- Random Trip – Hajolj Közel
- Cloud 9+ – Hide the Pain
- Rúzsa Magdolna – Mosd fehérre
- Blahalouisiana – Ha élni felejtek

### Az év zenekara
- Margaret Island
- Hiperkarma
- Halott Pénz
- Blahalouisiana
- Bagossy Brothers Company

### Az év koncertje
- Brains Szimfonik – Müpa – 2017. november 27.
- Wellhello, A hentesék – Budapest Park – 2017. június 10.
- Margaret Island – Budapest Park – 2017. május 4.
- Lóci játszik – évzáró koncert, A38 Hajó – 2017. december 15.
- Halott Pénz – Budapest Park – 2017. szeptember 1.

### Az év dj-je
- Pixa
- DJ Q-Cee
- Jumodaddy
- Lotfi Begi
- Peter Sharp

### Életműdíjas
- Tátrai Tibor